# Point de vue d'Hubert Dreyfus sur l'intelligence artificielle
 (janvier 2024).
La mise en forme du texte ne suit pas les recommandations de Wikipédia : il faut le « wikifier ».
Les points d'amélioration suivants sont les cas les plus fréquents. Le détail des points à revoir est peut-être précisé sur la page de discussion.
- Les titres sont pré-formatés par le logiciel. Ils ne sont ni en capitales, ni en gras.
- Le texte ne doit pas être écrit en capitales (les noms de famille non plus), ni en gras, ni en italique, ni en « petit »…
- Le gras n'est utilisé que pour surligner le titre de l'article dans l'introduction, une seule fois.
- L'italique est rarement utilisé : mots en langue étrangère, titres d'œuvres, noms de bateaux, etc.
- Les citations ne sont pas en italique mais en corps de texte normal. Elles sont entourées par des guillemets français : « et ».
- Les listes à puces sont à éviter, des paragraphes rédigés étant largement préférés. Les tableaux sont à réserver à la présentation de données structurées (résultats, etc.).
- Les appels de note de bas de page (petits chiffres en exposant, introduits par l'outil «  Source ») sont à placer entre la fin de phrase et le point final[comme ça].
- Les liens internes (vers d'autres articles de Wikipédia) sont à choisir avec parcimonie. Créez des liens vers des articles approfondissant le sujet. Les termes génériques sans rapport avec le sujet sont à éviter, ainsi que les répétitions de liens vers un même terme.
- Les liens externes sont à placer uniquement dans une section « Liens externes », à la fin de l'article. Ces liens sont à choisir avec parcimonie suivant les règles définies. Si un lien sert de source à l'article, son insertion dans le texte est à faire par les notes de bas de page.
- La présentation des références doit suivre les conventions bibliographiques. Il est recommandé d'utiliser les modèles {{Ouvrage}}, {{Chapitre}}, {{Article}}, {{Lien web}} et/ou {{Bibliographie}}. Le mode d'édition visuel peut mettre en forme automatiquement les références.
- Insérer une infobox (cadre d'informations à droite) n'est pas obligatoire pour parachever la mise en page.

Pour une aide détaillée, merci de consulter Aide:Wikification.
Si vous pensez que ces points ont été résolus, vous pouvez retirer ce bandeau et améliorer la mise en forme d'un autre article.
Hubert Dreyfus était un critique de la recherche sur l'intelligence artificielle. À travers ses ouvrages tels que Alchemy and AI (Alchimie et IA) (1965), What Computers Can't Do (Ce que les ordinateurs ne peuvent pas faire) (1972 ; 1979 ; 1992) et Mind over Machine (L'esprit sur les machines) (1986), il a fait une évaluation pessimiste des avancées de l'IA et en a critiqué les fondements philosophiques. Ses objections sont abordées dans la plupart des introductions à la philosophie de l'intelligence artificielle, telles que Russell & Norvig (2021), un manuel standard sur l'IA, et dans Fearn (2007), une étude de la philosophie contemporaine.
Dreyfus avançait que l'intelligence et l'expertise humaines dépendent principalement de processus inconscients plutôt que de manipulations symboliques conscientes. Selon lui, ces compétences inconscientes ne peuvent jamais être entièrement prises en compte dans des règles formelles. Sa critique, basée sur les idées de philosophes continentaux modernes comme Merleau-Ponty et Heidegger, ciblait la première vague de la recherche en intelligence artificielle, qui utilisait des symboles formels de haut niveau pour représenter la réalité et tentait de réduire l'intelligence à une simple manipulation de symboles.
Lorsque ses idées furent présentées pour la première fois au milieu des années 60, elles furent accueillies avec dérision, voire avec une franche hostilité. Dans les années 80, cependant, nombre de ses points de vue furent redécouverts par des chercheurs travaillant en robotique et dans le nouveau domaine du connexionnisme. Ces approches sont aujourd'hui qualifiées de « sous-symboliques » parce qu'elles rejettent l'accent mis sur les symboles de haut niveau par les premières recherches sur l'IA. Au XXIe siècle, les approches de l'apprentissage automatique basées sur les statistiques simulent la manière dont le cerveau utilise des processus inconscients pour percevoir, remarquer les anomalies et porter des jugements rapides. Ces techniques sont très efficaces et sont actuellement largement utilisées dans l'industrie et dans le monde universitaire. L'historien et chercheur en IA Daniel Crevier écrit : « Le temps a prouvé l'exactitude et la perspicacité de certains des commentaires de Dreyfus ». Dreyfus a déclaré en 2007 : « Je pense que j'ai gagné et que c'est fini, ils ont abandonné. »

## La critique de Dreyfus

### Les promesses grandioses de l’intelligence artificielle
Dans Alchemy and AI (1965) et What Computers Can't Do (1972), Dreyfus résume l'histoire de l'intelligence artificielle et tourne en ridicule l'optimisme excessif répandu dans ce domaine. Par exemple, Herbert A. Simon, à la suite du succès de son programme General Problem Solver, avait prédit qu'en 1967 :
1. Un ordinateur serait champion du monde d'échecs.
2. Un ordinateur découvrirait et prouverait un nouveau théorème mathématique important.
3. La plupart des théories en psychologie prendraient la forme de programmes informatiques.

Ces prédictions ont été relayées par la presse dans des articles élogieux sur l'arrivée imminente de l'intelligence des machines.
Dreyfus estimait que cet optimisme était injustifié et qu'il reposait sur de fausses hypothèses concernant la nature de l’intelligence humaine. Pamela McCorduck explique le point de vue de Dreyfus : « Un grand malentendu contribue à la confusion du public concernant les machines pensantes. Ce malentendu est alimenté par les déclarations irréalistes des chercheurs en intelligence artificielle, qui prétendent que les machines pensantes sont déjà parmi nous, ou du moins, qu'elles le seront bientôt. » Ces prédictions reposaient sur le succès d'un modèle de « traitement de l'information » de l'esprit formulé par Newell et Simon, dans leur hypothèse des systèmes de symboles physiques. Ce modèle a ensuite été étendu à une position philosophique appelée computationalisme par des philosophes tels que Jerry Fodor et Hilary Putnam. En pensant qu’ils avaient réussi à reproduire le processus fondamental de la pensée humaine avec des programmes simples, il semblait qu’il ne restait qu’un pas à faire pour créer des machines entièrement intelligentes. Dreyfus a toutefois affirmé que la philosophie, notamment celle du XXe siècle, avait découvert de sérieux problèmes avec ce point de vue sur le traitement de l'information. Selon la philosophie moderne, l'esprit n'a rien à voir avec un ordinateur numérique.

### Les quatre hypothèses de Dreyfus sur la recherche en intelligence artificielle
Dans ses écrits Alchemy and AI et What Computers Can't Do, Dreyfus a identifié quatre hypothèses philosophiques qui ont soutenu la conviction des premiers chercheurs en IA selon laquelle l'intelligence artificielle dépendait de la manipulation de symboles. « Dans chaque cas, écrit Dreyfus, cette hypothèse est considérée par les chercheurs en IA comme un axiome garantissant des résultats, alors qu'il s'agit en fait d'une hypothèse parmi d'autres, à tester par le succès de ses travaux. »
L'hypothèse biologique
Le cerveau traite les informations par opérations discrètes au moyen d’un équivalent biologique des interrupteurs marche/arrêt.
Dans les premiers temps de la recherche en neurologie, les scientifiques ont remarqué que les neurones émettaient des impulsions tout-ou-rien. Plusieurs chercheurs, tels que Walter Pitts et Warren McCulloch, ont soutenu que les neurones fonctionnaient de la même manière que les portes logiques booléennes et qu'ils pouvaient donc être imités par des circuits électroniques au niveau du neurone. Lorsque l'utilisation des ordinateurs numériques s'est répandue au début des années 50, cet argument a été étendu pour suggérer que le cerveau était un vaste système de symboles physiques, manipulant les symboles binaires zéro et un. Dreyfus a pu réfuter l'hypothèse biologique en citant des recherches en neurologie qui suggéraient que l'activation et la synchronisation des impulsions neuronales comportaient des éléments analogiques. Cependant, Daniel Crevier, fait remarquer que « peu de gens étaient encore convaincus de cela au début des années 1970, et personne ne s'est opposé à Dreyfus » concernant l'hypothèse biologique.
L'hypothèse psychologique
L’esprit peut être considéré comme un appareil fonctionnant sur des bits d’information en suivant des règles formelles.
Dreyfus a remis en question cette hypothèse en démontrant qu'une grande partie de notre « savoir » sur le monde repose sur des attitudes ou des tendances complexes qui nous dirigent vers une interprétation plutôt qu'une autre. Il a soutenu que même lorsque nous utilisons des symboles explicites, nous les employons dans un contexte inconscient de connaissances de base, et sans ce contexte, nos symboles perdent leur signification. Selon Dreyfus, cet arrière-plan n'a pas été implémenté dans le cerveau individuel sous la forme de symboles explicites avec des significations individuelles claires.
L'hypothèse épistémologique
Toute connaissance peut être formalisée.
Cela relève de la question philosophique de l'épistémologie, ou de l'étude de la connaissance. Même si nous admettons que l’hypothèse psychologique est incorrecte, les chercheurs en IA pourraient toujours soutenir (comme l’a fait le fondateur de l’IA, John McCarthy) qu'il est possible pour une machine de traitement des symboles de représenter toutes les connaissances, même si les humains ne représentent pas les connaissances de la même manière. Selon Dreyfus, cette hypothèse n’était pas justifiée, car une grande partie du savoir humain n’est pas symbolique.
L'hypothèse ontologique
Le monde est constitué de faits indépendants qui peuvent être représentés par des symboles indépendants
Dreyfus a également identifié une hypothèse plus subtile concernant le monde. Les chercheurs en IA, ainsi que les futurologues et les auteurs de science-fiction, partent souvent du principe qu’il n’y a pas de limite à la connaissance formelle et scientifique. Ils supposent que tout phénomène dans l’univers peut être décrit par des symboles ou des théories scientifiques. Cela implique que tout ce qui existe peut être compris en termes d'objets, de propriétés d'objets, de classes d'objets, de relations d'objets, et ainsi de suite : précisément des choses qui peuvent être décrites par la logique, le langage et les mathématiques. L'étude de l'être ou de l'existence s'appelle l'ontologie, c'est pourquoi Dreyfus appelle cela l'hypothèse ontologique. Si cette hypothèse est fausse, cela soulève des incertitudes quant à ce que nous pouvons réellement savoir et à quel point les machines intelligentes pourront nous aider.

### Savoir-faire vs. savoir-que: la primauté de l'intuition
Dans Mind Over Machine (1986), écrit à l'apogée des systèmes experts, Dreyfus analyse la différence entre l'expertise humaine et les programmes qui prétendent la capturer. Il y développe les idées de What Computers Can't Do, dans lequel il avait formulé un argument similaire pour critiquer l'école de recherche en IA fondée sur la « simulation cognitive » et pratiquée par Allen Newell et Herbert A. Simon dans les années 1960.
Pour Dreyfus, la capacité humaine à résoudre des problèmes et à développer une expertise repose sur notre perception du contexte, sur ce qui est important et intéressant dans une situation donnée, plutôt que sur la recherche de combinaisons de possibilités pour atteindre un objectif. En 1986, Dreyfus décrivait cette distinction comme celle entre le « savoir-que » et le « savoir-faire », sur la base de la distinction heideggerienne du présent et du prêt-à-main.
Le « savoir-que » se réfère à nos capacités conscientes de résolution de problèmes étape par étape. Nous les utilisons lorsque nous sommes confrontés à un problème difficile, nécessitant de faire une pause, de prendre du recul et d'explorer méthodiquement les idées une par une. Dans de tels moments, les idées deviennent très précises et simples : elles deviennent des symboles libres de tout contexte, que nous manipulons à l'aide de la logique et du langage. Ce sont les compétences que Newell et Simon ont démontrées à travers des expériences psychologiques et des programmes informatiques. Dreyfus a reconnu que leurs programmes imitaient de manière adéquate les compétences qu'il appelle « savoir-que ».
Le « savoir-faire », en revanche, représente la manière dont nous abordons habituellement les choses. Nous agissons sans faire appel à un raisonnement symbolique conscient, que ce soit lors de la reconnaissance d'un visage, de notre trajet quotidien en voiture, ou du choix des mots que nous employons. Nous semblons simplement arriver à la réponse appropriée sans considérer d'autres possibilités. Selon Dreyfus, c'est là l'essence de l'expertise : lorsque nos intuitions sont suffisamment développées pour que nous oubliions les règles et nous contentions d'« évaluer la situation » et de réagir.
Selon Dreyfus, notre compréhension humaine de la situation repose sur nos objectifs, notre corps et notre culture, englobant l'ensemble de nos intuitions, attitudes et connaissances inconscientes sur le monde. Ce « contexte » ou « arrière-plan », lié au concept de Dasein chez Heidegger, constitue une forme de connaissance qui n'est pas stockée de manière symbolique dans notre cerveau, mais plutôt de manière intuitive. Il influence ce que nous remarquons et ce que nous ignorons, façonne nos attentes et détermine les possibilités que nous considérons : nous faisons la distinction entre ce qui est essentiel et ce qui ne l'est pas. Les éléments non essentiels sont relégués à notre « conscience périphérique » (selon William James), ces innombrables choses dont nous sommes conscients mais auxquelles nous ne pensons pas activement à l'instant présent.
Dreyfus ne croyait pas que les programmes d’IA, tels qu’ils étaient développés dans les années 70 et 80, pouvaient saisir ce « contexte » ou effectuer le type de résolution rapide de problèmes qu’il permet. Il affirmait que nos connaissances inconscientes ne pourraient jamais être capturées de manière symbolique. Si l’IA ne parvenait pas à trouver un moyen de résoudre ces problèmes, alors elle serait vouée à l’échec, ce serait comme « grimper aux arbres les yeux rivés sur la lune ».

## Histoire
Dreyfus a commencé à élaborer sa critique au début des années 1960 lorsqu'il était professeur au MIT, alors un centre de recherche majeur en intelligence artificielle. Sa première contribution sur le sujet était une objection d'une demi-page à une conférence donnée par Herbert A. Simon au printemps 1961. En tant que philosophe, Dreyfus était particulièrement préoccupé par le fait que les chercheurs en IA semblaient croire qu'ils étaient sur le point de résoudre de nombreux problèmes philosophiques de longue date, à l'aide d'ordinateurs, et ce, en quelques années seulement.

### Alchemy and AI
En 1965, Dreyfus a été engagé, avec l'aide de son frère Stuart Dreyfus, par Paul Armer pour passer l'été au centre de recherche RAND Corporation à Santa Monica, où il rédigerait Alchemy and AI, la première salve de ses critiques. Armer pensait engager une critique impartiale et fut surpris lorsque Dreyfus produisit un article cinglant destiné à démolir les fondations du domaine. (Armer a déclaré qu'il n'était pas au courant de la publication précédente de Dreyfus.) Bien qu'Armer ait retardé sa publication, il a finalement compris que « le fait de ne pas en aimer la conclusion ne devrait pas pour autant empêcher sa publication ». Le document a finalement été publié sous le nom de RAND Memo et est rapidement devenu un best-seller.
Le journal ridiculisait ouvertement la recherche sur l’IA, la comparant à l’alchimie : une tentative égarée de transformer les métaux en or basée sur un fondement théorique qui n’était rien de plus que de la mythologie et des vœux pieux. Il se moquait des prédictions ambitieuses des principaux chercheurs en IA, prévoyant qu'il existait des limites au-delà desquelles l'IA ne progresserait pas, et suggérant que ces limites seraient bientôt atteintes.

### Réaction
Le journal a suscité une forte réaction, selon Pamela McCorduck. La réponse de la communauté de l’IA a été moqueuse et personnelle. Seymour Papert a qualifié qu'un tiers du journal constituait des « ragots » et a affirmé que chaque citation avait été délibérément sortie de son contexte. Herbert A. Simon a accusé Dreyfus de faire de la « politique » afin d'associer le nom prestigieux de RAND à ses idées. Simon a déclaré : « Ce qui me dérange dans cette affaire, c'est que le nom de RAND soit associé ces bêtises ».
Dreyfus, qui enseignait au MIT, se rappelle que ses collègues travaillant dans le domaine de l'IA n'osaient même pas être surpris en train de déjeuner avec lui. Joseph Weizenbaum, l'auteur d'ELIZA, a qualifié le traitement réservé à Dreyfus par ses collègues de peu professionnel et puéril. Bien qu'il ait publiquement critiqué les positions de Dreyfus, il a déclaré : « Je suis devenu le seul membre de la communauté de l'IA à être vu en train de déjeuner avec Dreyfus. Et j'ai délibérément fait comprendre que ce n'était pas une manière appropriée de traiter un être humain ».
Le journal a fait l'objet d'un court article dans le magazine The New Yorker le 11 juin 1966. L'article mentionnait l'affirmation de Dreyfus selon laquelle, bien que les ordinateurs soient capables de jouer aux dames, aucun ordinateur ne pouvait encore jouer à une partie d'échecs décente. Il rendait compte avec humour (comme l'avait fait Dreyfus) de la victoire d'un enfant de dix ans sur le programme d'échecs le plus performant, avec « une suffisance encore plus marquée que d'habitude ».
Dans l'espoir de redorer la réputation de l'IA, Seymour Papert organisa un match d'échecs entre Dreyfus et le programme Mac Hack de Richard Greenblatt. Dreyfus perdit, à la grande satisfaction de Papert. Un bulletin d'informations de l’Association for Computing Machinery a alors utilisé le titre suivant :
« Un enfant de dix ans peut battre la machine qu'est Dreyfus : mais la machine peut battre Dreyfus »
Dreyfus a exprimé dans les médias son mécontentement en affirmant qu'il n'avait jamais dit qu'un ordinateur ne jouerait jamais aux échecs, ce à quoi Herbert A. Simon a répondu : « Vous devriez reconnaître que certains de ceux qui sont piqués par votre prose acérée sont susceptibles, dans leur faiblesse humaine, de riposter... puis-je avoir l'audace de suggérer que vous pourriez envisager de vous calmer. Récupérer votre sens de l'humour serait une bonne première étape ».

### Confirmé
Au début des années 1990, bon nombre des opinions radicales de Dreyfus étaient devenues répandues.
Des prédictions ratées : les prédictions ambitieuses des premiers chercheurs en IA, comme Dreyfus l'avait anticipé, ne se sont pas concrétisées. Contrairement à leurs prévisions, les machines totalement intelligentes, aujourd’hui appelées « IA forte », n'ont pas émergé dans les années 1970 comme prévu. HAL 9000, dont les capacités de langage naturel, de perception et de résolution de problèmes étaient basées sur les conseils et opinions de Marvin Minsky, n'est pas apparu en 2001. Nicolas Fearn note que les chercheurs en IA « ont clairement des explications à donner ».  Aujourd’hui, les chercheurs sont beaucoup plus prudents dans leurs prédictions, bien que certains futurologues, comme Ray Kurzweil, demeurent optimistes.
L'hypothèse biologique, bien que courante dans les années 40 et au début des années 50, n'était plus prise en compte par la plupart des chercheurs en IA au moment où Dreyfus a publié What Computers Can't Do. Bien que de nombreux chercheurs (comme Ray Kurzweil  ou Jeff Hawkins ) insistent encore sur l'importance de rétro-ingénierie du cerveau en simulant l'action des neurones, ils ne supposent pas que les neurones sont fondamentalement numériques. Au contraire, ils estiment que l'action des neurones analogiques peut être simulée avec une précision raisonnable par des machines numériques, une observation déjà formulée par Alan Turing dès 1950.
L'hypothèse psychologique et les compétences inconscientes. De nombreux chercheurs en IA reconnaissent aujourd'hui que le raisonnement humain ne se réduit pas principalement à la manipulation de symboles de haut niveau. En fait, depuis que Dreyfus a formulé ses premières critiques dans les années 60, la recherche sur l’IA en général s’est éloignée de la manipulation de symboles de haut niveau pour explorer de nouveaux modèles visant à mieux comprendre notre raisonnement inconscient. Daniel Crevier observe qu'en 1993, par rapport à 1965, les chercheurs en IA « ne faisaient plus l'hypothèse psychologique » et avaient poursuivi leurs travaux sans elle.
Dans les années 1980, ces nouvelles approches « sous-symboliques » comprenaient :
- Les paradigmes de l'intelligence computationnelle, tels que les réseaux neuronaux, les algorithmes évolutionnistes, et ainsi de suite, sont principalement axés sur la simulation du raisonnement inconscient. Dreyfus lui-même reconnaît que ces méthodes sous-symboliques peuvent capturer le type de « tendances » et d'« attitudes » qu'il considère comme essentielles à l'intelligence et à l'expertise[30].
- La recherche sur les connaissances de base s'est concentrée sur la reproduction de « l'arrière-plan » ou du contexte de la connaissance.
- Les chercheurs en robotique comme Hans Moravec et Rodney Brooks ont été parmi les premiers à réaliser que les compétences inconscientes seraient les plus difficiles à rétroconcevoir (voir le paradoxe de Moravec). Brooks aurait été à l'avant-garde d'un mouvement à la fin des années 80 qui s'opposait directement à l'utilisation de symboles de haut niveau, appelé la Nouvelle AI. Le mouvement situé dans la recherche en robotique tente de saisir nos compétences inconscientes en matière de perception et d'attention[31].

Dans les années 90 et au début du XXIe siècle, les approches statistiques de l'apprentissage automatique ont utilisé des techniques empruntées à l'économie et aux statistiques pour permettre aux machines de « deviner », c'est-à-dire de prendre des décisions et d'émettre des prédictions inexactes et probabilistes basées sur l'expérience et l'apprentissage. Ces programmes imitent la façon dont nos instincts inconscients peuvent percevoir, détecter des anomalies et prendre des décisions rapides, correspondant en quelque sorte à ce que Dreyfus appelait « évaluer la situation et réagir ». Cependant, dans ce contexte, la « situation » implique des volumes considérables de données numériques. Ces méthodes rencontrent un succès significatif et sont actuellement très répandues dans l'industrie et le milieu universitaire.
Cette recherche s'est poursuivie sans lien direct avec les travaux de Dreyfus.
Savoir-faire et savoir-que : La recherche en psychologie et en économie a pu montrer que les spéculations de Dreyfus (et de Heidegger) sur la nature de la résolution des problèmes humains étaient fondamentalement correctes. Daniel Kahneman et Amos Tversky ont rassemblé une grande quantité de preuves tangibles indiquant que les êtres humains utilisent deux méthodes très distinctes pour résoudre les problèmes, désignées sous les termes de « système 1 » et « système 2 ». Le premier système, également appelé inconscient adaptatif, est rapide, intuitif et inconscient, tandis que le système 2 est lent, logique et délibéré. Leurs découvertes ont été compilées dans le livre « Système 1 / Système 2 : Les deux vitesses de la pensée » et ont influencé le livre populaire de Malcolm Gladwell, « Blink ». Il est important de noter que cette recherche était totalement indépendante des travaux de Dreyfus et de Heidegger dans le domaine de l'IA.

### Ignoré
Même si les avancées dans la recherche sur l'IA convergent clairement avec les idées de Dreyfus, McCorduck a souligné que, selon elle, « ces progrès semblent s'être produits de manière ponctuelle, en réponse à des problèmes spécifiques et difficiles, et ne doivent rien à Dreyfus ».
La plupart de la communauté de l'IA a délibérément évité de répondre directement à Dreyfus. Un chercheur a même déclaré à Pamela McCorduck que Dreyfus était « trop idiot pour être pris au sérieux ». Marvin Minsky, pensait que Dreyfus et d'autres critiques venues de la philosophie « se trompaient et devaient être ignorés ». Lorsque Dreyfus a développé son article Alchemy and AI en un livre complet publié sous le titre What Computers Can't Do en 1972, la plupart des experts en intelligence artificielle ont choisi de ne pas répondre, à quelques critiques près. McCorduck s'interroge : « Si Dreyfus est si mal avisé, pourquoi les spécialistes de l'intelligence artificielle n'ont-ils pas fait plus d'efforts pour le contredire ? »
Une partie du problème résidait dans le type de philosophie que Dreyfus utilisait dans sa critique. Dreyfus était un expert en philosophes européens modernes comme Heidegger et Merleau-Ponty. En revanche, les chercheurs en IA des années 1960 fondaient leur compréhension de l’esprit humain sur des principes d’ingénierie et des techniques efficaces de résolution de problèmes liés aux sciences de gestion. Fondamentalement, ils parlaient une langue différente. Edward Feigenbaum s'est plaint en 1965, affirmant : « Que nous offre-t-il ? Phénoménologie ! Cette boule de peluches. Cette barbe à papa ! » À l'époque, il existait un fossé significatif entre la philosophie européenne et l'intelligence artificielle, fossé comblé depuis par la recherche en sciences cognitives, en connexionnisme et en robotique. Il a fallu de nombreuses années avant que les chercheurs en intelligence artificielle ne puissent aborder des questions cruciales pour la philosophie continentale, telles que la situation, l'incarnation, la perception et la gestalt.
Un autre problème résidait dans le fait que Dreyfus affirmait, ou du moins semblait affirmer, que l'IA ne serait jamais en mesure de saisir la capacité humaine à comprendre le contexte, la situation ou le but sous forme de règles. Cependant, comme le souligneront plus tard Peter Norvig et Stuart Russell, un argument de cette forme ne peut être concluant : le fait que l'on ne puisse pas imaginer de règles formelles régissant l'intelligence et l'expertise humaines ne signifie pas que de telles règles n'existent pas. Ils citent la réponse d'Alan Turing à tous les arguments similaires à ceux de Dreyfus : « Nous ne pouvons pas nous convaincre aussi facilement de l'absence de lois complètes du comportement... Le seul moyen que nous connaissons pour trouver de telles lois est l'observation scientifique, et nous ne connaissons certainement pas de circonstances dans lesquelles nous pourrions dire : Nous avons assez cherché. De telles lois n'existent pas. » Dreyfus n'avait pas prévu que les chercheurs en IA se rendraient compte de leur erreur et commenceraient à élaborer de nouvelles solutions, en s'éloignant des méthodes symboliques qu'il critiquait. En 1965, il n'imaginait pas que de tels programmes seraient un jour créés, c'est pourquoi il affirmait que l'IA était impossible. À cette époque, les chercheurs en IA ne percevaient pas la nécessité de tels programmes et prétendaient que l'IA était presque achevée. Les deux perspectives se sont avérées incorrectes.
Un problème plus sérieux résidait dans l'impression que la critique de Dreyfus était irrémédiablement hostile. McCorduck a écrit : « Sa dérision a été si provocante qu'il a éloigné tous ceux qu'il aurait pu éclairer. Et c'est dommage. » Daniel Crevier a déclaré : « le temps a prouvé la justesse et la perspicacité de certains commentaires de Dreyfus. S'il les avait formulés de manière moins agressive, des mesures constructives auraient pu être prises bien plus tôt ».